# ケラチウム属
ケラチウム Ceratium は渦鞭毛藻類の1属。和名はツノオビムシ、あるいはツノモである。紡錘形の細胞体から前方に1本、後方に1-3本の角状突起を持つ。ほとんどは海産のプランクトンだが、淡水産の種もある。

## 特徴
単細胞の藻類で、鞭毛で遊泳する。一部には連結した集団を作るものがある。細胞の表面にはセルロースの丈夫な鎧板がある。これは細胞中央を一周する横溝を隔てて上殻と下殻に分かれ、上殻は4枚の頂板と6枚の前帯板、下殻は6枚の後帯板と1枚の後挿間板と1枚の底板からなる。細胞本体はやや扁平でそこから角状の突起がでるのが大きな特徴である。上殻の先端からは上向きに前角が出る。これは本体とはっきり区別できるのが普通だが、なだらかに続いて区別が曖昧な例や、またこれを完全に欠く例もある。後殻からは後端部左右に2本の後角があるが、このうち1本が退化的なものや欠くもの、またもう1本が出るものなどがある。
海洋に種が多く、淡水産の種はごく少数にとどまる。

### 和名について
和名は幾つも提案されているが、多分に出入りがある。
- 古い方では内田他(1947)には本属3種がそれぞれ C. tripos がウミツノウヅオビムシ、C. hirundinella がイケツノウヅオビムシ、C. cornutum がツノウヅオビムシとなっている。
- これを継承した岡田他(1965)では本属の種を12種取り上げ、それぞれに和名を当てている。上記3種では順にツノオビムシ・マミズツノオビムシ・ヌマツノオビムシを当てており、属共通の語幹としてはツノオビムシを採用している模様。
- 水野(1964)は属名をツノオビムシとし、別名を（ツノモ）としている。種名では C. hirundella をイケツノオビムシ、その別名をマミズツノオビムシとし、また C. corurutum ヌマツノオビムシを当てている。
- 水野・高橋(1991)は属名をツノオビムシ、種名では C. cornutum にママツノオビムシを当てている。
- 月井(2010)では属名としてツノモをまず取り上げ、その別名としてツノオビムシとケラチウムを取り上げる。種としては C. furca にマミズツノオビムシとイケツノモの2つの名を当てている。

これらの様子から、古くはウズオビムシを使ったことがあるが、近年はこの系統の名としてはツノオビムシを使うことが多いこと、別にツノモという名もそれなりに普及していることが分かる。また種名についてはかなり混乱しているように見える。本稿では混乱を避ける意もあり、揺れがない学名カナ読みを選んである。

## 下位分類
この類では角の形に違いが多く、これによって分類が進められている。以下の亜属にわけられる。

### アーキーケラチウム亜属
アーキーケラチウム亜属 Archaeceratium は上殻が平らに広がり、前角がない。海産で、フウセンツノオビムシ C. gravidium　など。

### ケラチウム亜属
ケラチウム亜属 Ceratium は、前角と２本の後角があり、それぞれの出た方向に真っ直ぐに伸びる。淡水産のマミズツノオビムシ C, hirundinella など。

### アンフィケラチウム亜属
アンフィケラチウム亜属 Amphyceratium は、3本の角を持つが、前角と左後角が特に長く発達し、全体として細長い棒状になっている。ユミツノオビムシ C. fuscus など。

### ユーケラチウム亜属
ユーケラチウム亜属 Euceratium は2本の後ろ角が大きく曲がって前に伸び、そのために全体が碇の形になったもの。ツノオビムシ C. tripos など。

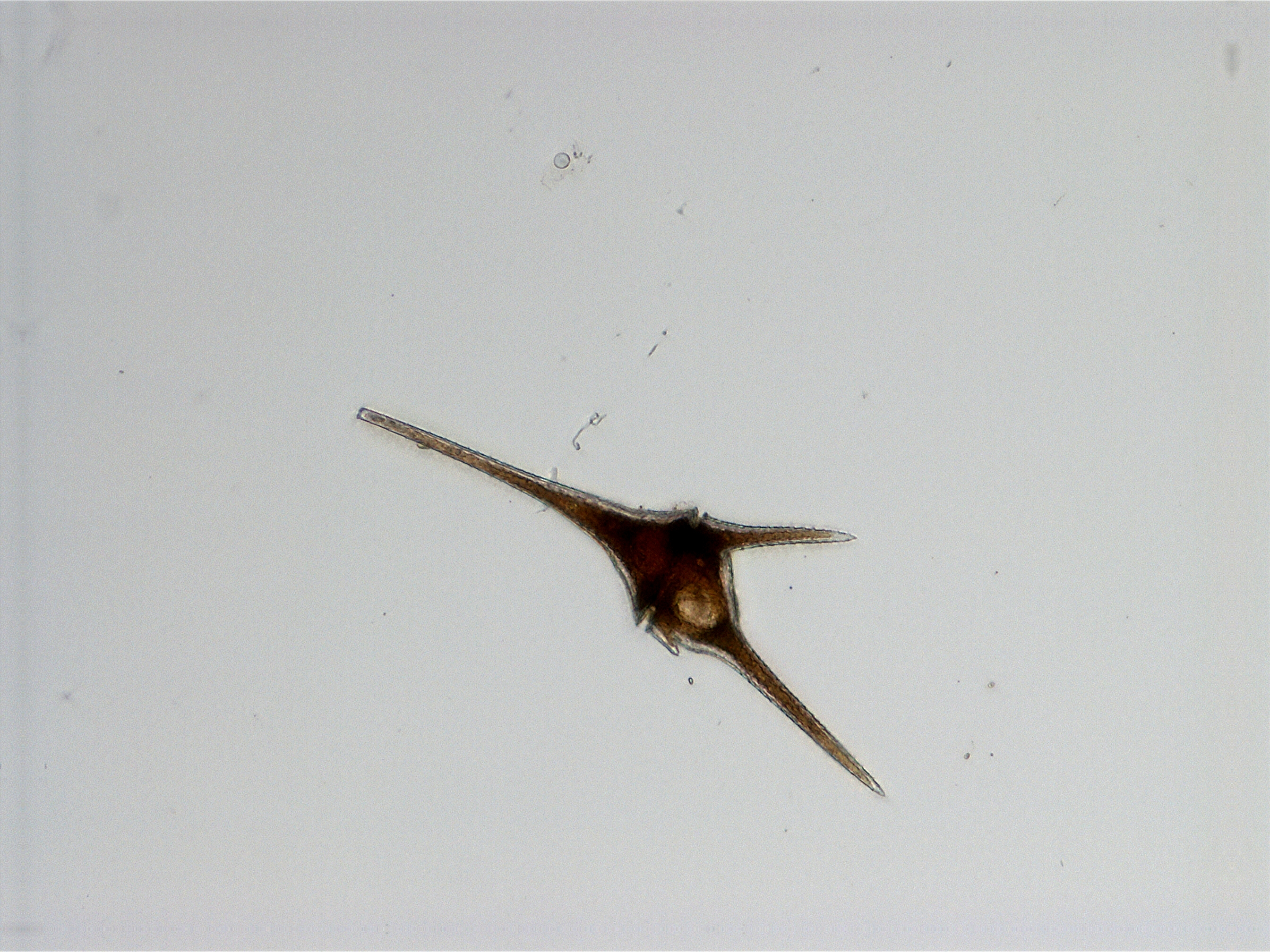
C. hirundinella・ケラチウム亜属
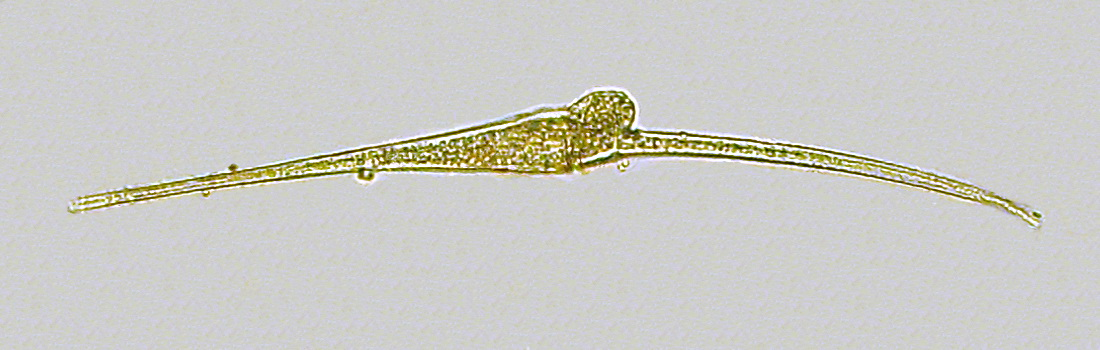
C. fusus・アンフィケラチウム亜属
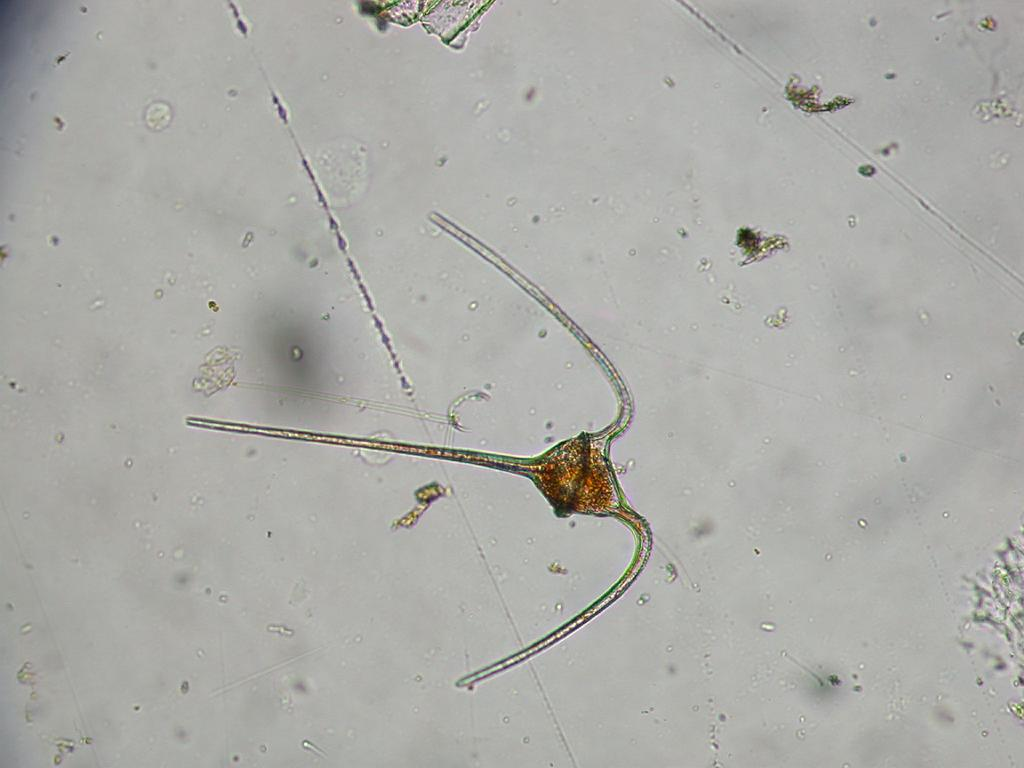
ユーケラチウム亜属の1種

## 種
淡水では上記のように日本ではC. hirundinella とC. cornutum の2種が古くから知られる。ただし岡田他(1965)では、この両種共に普通種であると記しているのに対して、水野(1964)ではC. cornutum について、教科書などに取り上げられてはいるものの、実際には珍種である旨を記している。滋賀県の理科教材研究会編(2005)でも普通には前者しか見られないと記しており、この点では一致している。前者は角の長さや形など、形態的に変異が多いことも知られている。
海洋には遙かに多くの種があり、中でもツノオビムシ C. tripos は日本近海ではもっとも普通に見出される。